# Mucor azygosporus
Mucor azygosporus är en svampart som beskrevs av R.K. Benj. 1963. Mucor azygosporus ingår i släktet Mucor och familjen Mucoraceae.   Inga underarter finns listade i Catalogue of Life.